# Michael Talbott
Michael Talbott (ur. 2 lutego 1955) – amerykański aktor, występował w roli detektywa Stanleya Switeka w serialu Policjanci z Miami. Grał również w takich produkcjach jak: M*A*S*H, Carrie, Wielka środa, Jak tylko potrafisz, Używane samochody, Łowca oraz Rambo – Pierwsza krew. Aktywny w latach 1973–2001.